# Alexandre Zouïev
Cette page contient des caractères spéciaux ou non latins. S’ils s’affichent mal (▯, ?, etc.), consultez la page d’aide Unicode.
Alexandre Mikhaïlovitch Zouïev (en russe : Александр Михайлович Зуев), né en 1961, est un capitaine de l'armée de l'air de l'ancienne Union soviétique (VVS). Décédé le 10 juin 2001, il est surtout connu pour avoir déserté l'armée soviétique et avoir piloté son chasseur MiG-29 jusqu'à Trabzon, en Turquie, le 20 mai 1989.

## Carrière
Il fut diplômé de l'école supérieure des pilotes en 1982. D'abord actif au sein d'un escadron de MiG-23, il fut l'un des premiers pilotes sélectionnés pour être converti sur un nouveau chasseur, le MiG-29, ce qui lui évitera d'ailleurs d'être envoyé en Afghanistan. Selon certains rapports, il aurait également participé à des essais d'autres avions militaires.
À la fin des années 1980, Zouïev, qui avait également été marié à la fille du commandant de la division aérienne, commença à avoir des problèmes dans son travail et dans sa vie personnelle. Dans son livre, il décrit comment arrive progressivement sa désillusion envers l'Union soviétique. Il y écrit notamment que « la dernière goutte » pour lui furent les événements à Tbilissi du 9 avril 1989. À cette époque, le pilote-capitaine de 1re classe Zouïev servait dans la 176e escadre de chasseurs (176e IAP), à l'aéroport Micha-Tskhakaia, en Géorgie. Il pensa d'abord quitter les forces armées, mais opta finalement pour le vol de l'avion de combat soviétique alors récent MiG-29.

## Défection
Zouïev était pilote d'intercepteur au sein du régiment de la défense aérienne (PVO) de Bakou, à Goudaouta, le long de la côte nord-est de la mer Noire. Le soir précédant sa défection, il était de service à l'unité d'accueil des avions de sa base. Il annonça a ses amis pilotes et mécaniciens qu'il souhaitait fêter l'anniversaire de son fils (qui était en fait quelques jours plus tard), et leur fit partager un gâteau qu'il avait tout spécialement préparé pour l'occasion et qui était bourré de somnifères. À ce moment, un ingénieur mécanicien, qui était venu prendre la relève de service, échoua à réveiller ses collègues complètement assommés par la dose de médicaments qu'ils avaient ingurgité. Il tira sur Zouïev, qui tenta de le désarmer et lui tira également dessus avec son arme et le blessa. Zouïev fut également blessé à la main lorsque le mécanicien utilisa son arme. Les avions du service étaient presque prêts à prendre l'air et Zouïev décolla avec l'un d'eux. Après avoir décollé, il avait prévu de détruire d'autres avions au sol, mais échoua dans sa manœuvre car il avait oublié d'enlever l'une des deux sécurités d'armement de son canon. Il vola ensuite 240 km vers le sud au-dessus de la mer Noire jusqu'à Trabzon, en Turquie, où il posa son appareil[non neutre].
Ses premiers mots, une fois arrivé sur l'aérodrome turc, furent « Je suis un américain ! », qu'il déclara aux gardes de l'aérodrome quand ils approchèrent de son avion. Les tribunaux turcs l'accusèrent de détournement, mais il fut relaxé pour des raisons politiques. L'avion fut ensuite rendu à l'Union soviétique. Sa demande d'asile politique aux États-Unis fut accordée, et il s'installa à San Diego, en Californie, où il créa une société de conseil. Il fut consultant pour l'US Air Force avant l'opération Tempête du désert.

## Vie aux États-Unis
Il fut consultant pour l'US Air Force avant l'opération Tempête du désert.
En 1992, il co-écrit et publia avec Malcolm McConnell un livre racontant son épopée : « Fulcrum: A Top Gun pilot's escape from the Soviet Empire ».
Le 2 janvier 1993, il révéla que la raison pour laquelle le vol 007 Korean Air Lines avait réussi à survoler le Kamtchatka sans avoir été descendu venait du fait que des tempêtes de l'Arctique avaient mis hors-service les radars soviétiques du Kamtchatka dix jours auparavant.
Le 10 juin 2001, Zouïev meurt en compagnie d'un autre pilote, Jerry « Mike » Warren, dans un crash près de la ville de Bellingham, à 160 km au nord de Seattle. Pendant un vol d'entraînement, ils n'ont pas réussi à récupérer leur Yakovlev Yak-52 après avoir subi un violent décrochage.